# Noen
Noen är en sjö i Aneby kommun och Tranås kommun i Småland och ingår i Motala ströms huvudavrinningsområde. Sjön är 25 meter djup, har en yta på 7,39 kvadratkilometer och befinner sig 183 meter över havet. Sjön avvattnas av vattendraget Noån. Vid provfiske har bland annat abborre, braxen, gers och gädda fångats i sjön.
Noen är belägen vid Länsväg 133 mellan Tranås och Gränna, cirka 15 km öster om den senare. Sjöns norra del ligger i Tranås kommun, den södra delen i Aneby kommun. Tranås kommun anger i en beskrivning av området: "Sjön är omgiven av spridd och mestadels gles bebyggelse. Här finns också flera värdefulla kulturmiljöer och ett delvis välhävdat odlingslandskap". Fem herrgårdar omger sjön. Här finns även slottet Brahälla, byggt 1680 av Per Brahe d.y. En utsiktspunkt invid slottet är belägen 219 meter över havet.
Noen ingår i Svartåns vattensystem, Noåns delnederbördsområde och är belägen 12 km NNV om Aneby tätort. Höjden över havet är 183,6 m, det vill säga cirka 21 m över sjön Ralången. Vattendragssträckan mellan de båda sjöarna uppgår till 6 km. Noen är en mesotrof sjö med en areal på 7,50 km² och ett största djup på 25,0 m. Stränderna är mestadels minerogena med sten, sand, lera och häll, men även organogena bottnar förekommer. Vegetationen består av en riklig övervattensvegetation samt av kortskotts- och långskottsväxter. Sjön omges huvudsakligen av barr- och lövskog med inslag av myr- och odlingsmark. Tillrinningsområdet är 170,6 km² stort och består av skogsmark med en relativt stor andel odlad mark. Vandringshinder i form av dämme finns nedströms i Noån.
Sjön har en mycket hög biologisk funktion och innehar höga raritetsvärden. Utter förekommer i området. Bland häckande sjöberoende fåglar märks storlom, fiskgjuse, brun kärrhök, skäggmes samt häger (koloni). Axslinga, slokstarr, trådnate, grovnate, brunstarr, korsandmat, granbräken växer i sjön samt blomvass, hampflockel och kalmus nedströms i Noån. Borstnate har tidigare förekommit i sjön. Förekommande fiskarter är siklöja, gädda, sutare, braxen, sarv, mört, gärs och abborre. Även signalkräfta finns i sjön. Valvata macrostoma har tidigare påträffats i sjön. Den biologiska mångformigheten får anses som hög, främst beroende på den artrika fisk och häckfågelfaunan, den stora sjöytan och ett betydande hypolimnion samt en mångformig strand- och vattenvegetation. Sjön utgör ett forskningsobjekt med avseende på uttern, men saknar betydelse för undervisning och kan inte anses vara ett framstående exempel på någon sjötyp. Sjön är utpekad som nationellt värdefullt vatten (Natur) och regionalt värdefullt vatten (fiske). (2006). Noen bedöms ha ett mycket högt naturvärde.
Historisk beskrivning av C. M. Rosenberg 1883: ’’”Insjö i S. Vedbo hd af nordöstligaste Småland, omgiven av Adelöfs, Vireda och Linderås snr. Afrinner genom Svartån, här kallad Nolbyån’’”.

## Delavrinningsområde
Noen ingår i delavrinningsområde (642600-143650) som SMHI kallar för Utloppet av Noen. Delavrinningsområdets medelhöjd är 205 meter över havet och ytan är 30,47 kvadratkilometer. Räknas de 12 delavrinningsområdena uppströms in blir den ackumulerade arean 175,98 kvadratkilometer. Noån som avvattnar delavrinningsområdets har biflödesordning 3, vilket innebär vattnet flödar genom totalt 3 vattendrag innan det når havet efter 199 kilometer. Delavrinningsområdet består mestadels av skog (38 procent) och jordbruk (26 procent). Avrinningsområdet har 7,38 kvadratkilometer vattenytor vilket ger det en sjöprocent på 24,2 procent.

## Fisk
Vid provfiske har följande fisk fångats i sjön:
- Abborre
- Braxen
- Gädda
- Gärs
- Mört
- Sarv
- Siklöja
- Sutare